# Paradise Cay
Paradise Cay ist eine Unincorporated Area in Kalifornien, USA. Sie wird von der Stadt Tiburon im Marin County umgeben und liegt in der San Francisco Bay. Sie wurde in den 1960er Jahren errichtet und war eine der letzten Siedlungen, die in der San Francisco Bay gegründet werden durfte.

## Persönlichkeiten
- Robin Williams (1951–2014), Schauspieler und Komiker